# 絵画論 (レオナルド)

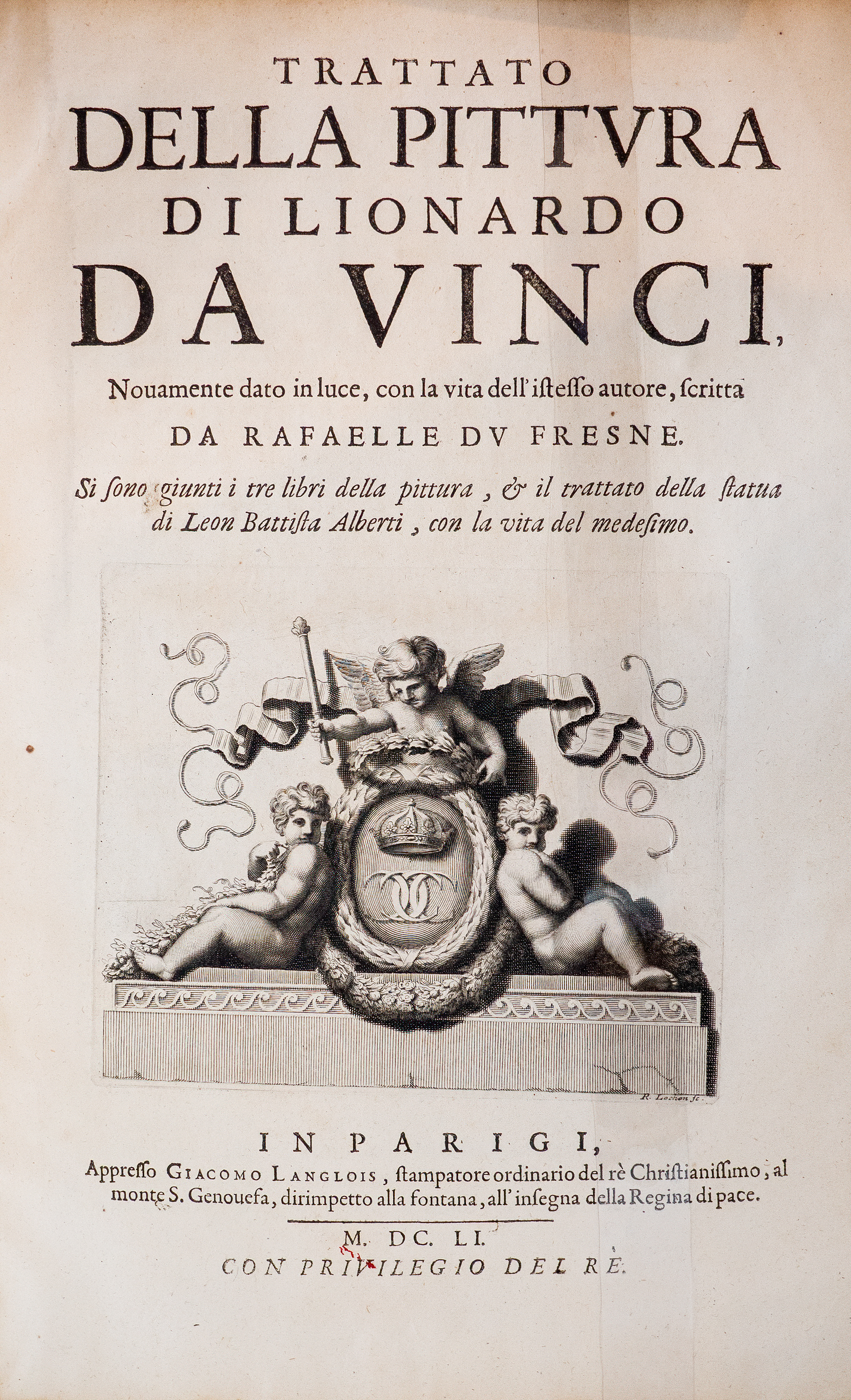
Trattato della pittura、1651年版の扉。

『絵画論』（かいがろん、イタリア語: Trattato della pittura）は、レオナルド・ダ・ヴィンチが「絵画について」という見出しでノートに記した文章を集めた文集。手稿はレオナルドがミラノでルドヴィーコ・スフォルツァに仕えていた頃から書き始められ、後に彼の相続人となったフランチェスコ・メルツィによって取りまとめられた。この論文は、1632年にフランスで最初に出版されたが、メルツィによるバージョンがバチカン図書館で再発見された後、現在知られる形で1817年に改めて出版された。
この論文のおもな目的は、絵画が科学のひとつであることを論じることにあった。表現や人物造形に関するレオナルドの鋭い洞察力は、笑いと泣きについての彼の比較論からも明らかであり、そこで彼はこれら二つの感情の唯一の違いは「表情の動き」という意味では「眉の波立ちにあり、泣いている時にはこれが加わるが、笑っているときは眉はもっと高く広がっている」と述べている。
1937年、マックス・エルンストは、『カイエ・ダール (Cahiers d'Art)』誌への寄稿で、壁の染みの研究についてのレオナルドの助言が元で、「耐えがたい視覚的強迫観念」に襲われたと述べた。
この論文のすべてのエディションは、カリフォルニア大学ロサンゼルス校のエルマー・ベルト・ダ・ヴィンチ図書館 (Elmer Belt Library of Vinciana) に所蔵されている。

## 歴史
手稿はレオナルドがミラノでルドヴィーコ・スフォルツァに仕えていた1482年から1499年の間に書き始められ、レオナルドの人生最後の25年間にわたって書き継がれた。後にこの文集に収められた記述は、レオン・バッティスタ・アルベルティやチェンニーノ・チェンニーニからの引用が含まれている。レオナルドは死に際して、ノート類を弟子で相続人となったフランチェスコ・メルツィに託し、出版するよう指示したが、取り上げられた対象の広がりや、レオナルドの特異な書体のために、その作業は困難を極めた。メルツィは『絵画論』を成す文章を18冊のノート（そのうち3分の2は現存しない）から集めた。1570年にメルツィが死去すると、コレクションは息子で法律家のオラツィオ (Orazio) に遺されたが、彼はこの日誌類にほとんど興味を示さず、その結果それらは散逸してしまった。
1632年にフランスでこの論文のバージョンが出版された。1651年には、フランス語とイタリア語による抄録版が、ラファエロ・ドゥ・フレスネ (Raffaelo du Fresne) によって『絵画論』として出版された。その後、メルツィのバージョンがバチカン図書館で再発見され、この論文は現在知られる形で1817年に初めて出版された。

## 関連文献
- Leonardo da Vinci, Treatise on Painting,  [Codex Rurbinas Latinus, translated and annotated by P. Philip McMachon, Princeton University Press  1956